# Krris
A Krrish 2006-ban bemutatott bollywoodi, romantikus, szuperhős, zenés, indiai film; rendezte: Rakesh Roshan. A film a Koi… mil gaja folytatása. Főszereplők: Hritik Rosan, Priyanka Chopra, Naseeruddin Shah, Rekha és Príti Zinta.

## Cselekménye
|  | Alább a cselekmény részletei következnek! |

Krrish már gyerekként magas intelligenciával rendelkezik, és rendkívül élethű portrékat rajzol. Szülei születése után nem sokkal meghaltak, így nagyanyja neveli. Amikor a kissé dundi gyerek intelligenciája a tanárai számára is nyilvánvalóvá válik, és várható, hogy emiatt híressé válik, nagyanyja kiveszi az iskolából és egy civilizációtól távoli tanyára költözik vele. Krrish gyorsabban fut, mint egy vágtató ló; az általa elrúgott labdáról nem is látszik, hogy hol esik le. Krrish az állatokkal is megérteti magát, például a madarakat magához tudja hívni.
Amikor felnőtté válik, észrevesz egy ejtőernyőst, akit a földön futva követ, majd amikor észreveszi, hogy az ejtőernyő beleakad egy fa tetejébe és utasát a lezuhanás fenyegeti, Krrish szinte repülve felszalad a fák törzsein és elkapja a leeső utast, aki egy csinos, fiatal nő, Priya, aki rögtön sikoltozni kezd. Krrish elhelyezi a földön, így társai találják meg. Mivel a lány lába kificamodott, visszaviszik a táborba, ahol a többi kalandkeresővel együtt lakik. Krrish hamarosan megérkezik, és pillanatok alatt helyrehozza a sérült lábat, majd észrevétlenül távozik. Így a többiek azt gondolják, hogy a lány csak képzelte a dolgot. Ezt megerősíti egy indiai kísérő, aki egy kísértetről kezd mesélni. Amikor azonban sziklamászás következik a kalandok sorában, és a lány zuhanni kezd, Krrish kénytelen megjelenni a többiek előtt is, amikor ismét megmenti a lányt a lezuhanástól. A kalandtúrázók elfogadják Krrisht, amikor látják, hogy nem kísértet, hanem hús-vér ember. Krrish egy vadvízi evezésen vesz részt, aminek során kézzel halakat fog ki a vadul hömpölygő folyóból. (ezután egy hosszabb zenés, táncos rész következik, amiben Priya és Krrish szép tájakon szaladgálnak – a háttérben a Himalája hegyei láthatók -, énekelnek és szemmel láthatóan rokonszenvesek egymásnak).
Mivel a táborozás hamarosan véget ér, Priya, és barátnője, Honey visszatérnek Szingapúrba, ahol egy tévétársaságnál dolgoznak. Bár Priya rokonszenvet érez Krrish iránt, hogy megtartsák a munkahelyüket, mindketten visszavedlenek kíméletlen kapitalistává, akik szenzációs esetet akarnak csinálni Krrish bemutatásából. Priya azt mondja neki, hogy szeretné bemutatni az anyjának, ezért Krrish öltözetet cserél, és odautazik. Azonban a tervezett, megalázó tévés produkciók (például, hogy Krrish gyorsabban felmászik a fára, mint egy majom; vagy amikor halakat kellene kézzel kifognia, de csak a vízbe dobált szemét akad a kezébe) kudarcba fulladnak.
Az utazás előtt Krrish nagyanyja felfedi Krrish előtt, hogy a születése előtt a szülei egy UFO-t láttak, amiből idegen lények szálltak ki, és egyikük Krrish apjának természetfeletti intelligenciát és egyéb tulajdonságokat adott át, amiket később Krrish is örökölt.
Krrish szeretne találkozni Priya anyjával, hogy megkérje tőle a lánya kezét, Priya azonban azt hazudja, hogy anyja Hongkongba utazott.
Feltűnik egy pénzember, Dr. Siddhant Arya, aki annak idején Krrish apját foglalkoztatta, és azzal bízta meg, hogy olyan számítógépet építsen, ami a jövőbe lát. Kétéves munkával sikerült is a feladatot végrehajtania, azonban amikor Krrish apja kipróbálja a szerkezetet, azt látja, hogy munkaadója meg fogja ölni, ezért szétveri a berendezést.
A számítógépet a pénzember húsz évig tartó finanszírozással helyreállíttatja, és világuralmi tervei vannak vele kapcsolatban.
Krrish és Priya cirkuszba mennek, ahova Krrish alkalmi ismerőse, egy kínai cirkuszos hívta meg őket, aki az utcán végzett produkciókból kishúga lábának megműtésére gyűjt pénzt. A cirkusz váratlanul kigyullad, több gyerek a tűz miatt bent reked. Krrish emlékezve nagyanyja intelmére, hogy ne keltsen feltűnést, elfedi az arcát egy álarccal, és megmenti a gyerekeket (és egy artistanőt).
Az utcán egy motoros banda támadja meg őket – ezt az akciót is fel akarják venni a tévések – Krrish azonban hagyja magát megveretni. Amikor azonban észreveszi, hogy Priya gyűrűjét is elvette a banda, amit ő adott neki, begorombul és a banda nyomába ered. Amikor megtalálja őket, hatalmas ugrásokkal, szaltókkal tarkítva harcképtelenné teszi mindegyiket és visszaszerzi a gyűrűt.
Mivel az égő cirkuszból való megmentésért 25.000 dollár jutalmat ajánlanak fel, Krrish átadja az akkor viselt álarcot alkalmi ismerősének, az utcai akrobatának, hogy ő kapja meg a díjat. A dolog azonban rosszul sül el, mert az akrobatát nem sokkal később megöli valaki.
Egy újabb zenés-táncos, romantikus betét után Krrish felhívja Priya anyját, hogy találkozzon vele. Ekkor kiderül, hogy Priya anyja nem utazott el sehova, vagyis Priya hazudott. Krrish csalódottan és dühösen pakolni kezd és haza akar utazni.
Dr. Siddhant Arya biztonsági főnöke megkeresi Krrisht, és elmondja neki, hogy az apja életben van, és egy speciális, futurisztikus gép tartja életben és egyúttal fogságban.
Dr. Siddhant Arya meghal; Krrish, az apja és Priya visszatérnek Krrish otthonába, ahol a nagyanyja örül mindannyiuk hazatérésének.
|  | Itt a vége a cselekmény részletezésének! |

## Szereplők
- Hritik Rosan … Krishna Mehra (Krrish) / Rohit Mehra (Krrish apja)
- Rekha … Sonia Mehra
- Priyanka Chopra … Priya
- Naseeruddin Shah … Dr. Siddhant Arya, pénzember
- Manini Mishra … Honey, Priya barátnője és kollégája
- Archana Puran Singh … munkahelyi főnöknő
- Kiran Juneja … Priya anyja
- Sharath Saxena … Vikram Sinha, biztonsági főnök
- Puneet Issar … Komal Singh
- Hemant Pandey … Bahadur
- Príti Zinta … Nisha
- Bin Xia … Kris Lee